# Hans von Marées
Hans von Marées (ur. 24 grudnia 1837 w Elberfeld, zm. 5 czerwca 1887 w Rzymie) – niemiecki malarz.
W 1853 podjął studia w Berlinie, 1855-1863 pracował głównie w Monachium, znalazł się wówczas pod wpływem szkoły historycznej, w 1864 zamieszkał we Włoszech. W 1873 wykonał swoje najważniejsze dzieło - freski w bibliotece muzeum zoologicznego w Neapolu. Zmarł w zapomnieniu. W 1891 jego prace zostały zebrane na wystawie w Monachium, i dopiero wówczas jego twórczość została doceniona.
Hans von Marées był przyjacielem malarza Adolfa von Hildebranda.